# Paul Rudd
Paul Stephen Rudd (Passaic, 6 aprile 1969) è un attore statunitense.

## Biografia
Rudd è nato a Passaic, nel New Jersey, da genitori inglesi d'origine ebraica e nativi di Londra (il padre di Edgware, nel borgo londinese di Barnet, mentre la madre di Surbiton, in quello di Kingston upon Thames), le cui famiglie discendevano entrambe da immigrati ashkenaziti originari della Bielorussia, della Polonia e della Russia (i cognomi originari delle due famiglie erano, rispettivamente, Rudnitzky e Goldstein, cambiati successivamente in Rudd e Granville); i suoi stessi genitori sono cugini di secondo grado. All'età di 10 anni, per via del lavoro dei genitori, si trasferisce a Lenexa (nel Kansas), dopo avere trascorso un soggiorno di tre anni ad Anaheim (in California), dove crebbe e frequentò le scuole.
Nel 1995 ottiene un ruolo nella commedia Ragazze a Beverly Hills, successivamente recita in Romeo + Giulietta di Baz Luhrmann, e interpreta un ragazzo gay ne L'oggetto del mio desiderio con Jennifer Aniston, a cui segue interpretazione in Le regole della casa del sidro di Lasse Hallström. Dal 2002 al 2004 prende parte alle ultime due stagioni di Friends, nel ruolo di Mike Hannigan. Recita nelle commedie 40 anni vergine con Steve Carell e Una notte al museo con Ben Stiller.
In teatro ha recitato al fianco di attori del calibro di Paul Newman, in seguito ha lavorato con Jessica Lange in Lungo viaggio verso la notte di Eugene O'Neill, inoltre ha preso parte ad alcune produzioni di Neil LaBute al fianco di Calista Flockhart e Ron Eldard. Nel 2007, dopo avere partecipato alla commedia Molto incinta di Judd Apatow, torna a collaborare con Apatow nella commedia da lui scritta Walk Hard - La storia di Dewey Cox, dove ricopre il ruolo di John Lennon. Nel luglio del 2015 riceve una stella sulla Hollywood Walk of Fame di Los Angeles. Nello stesso anno interpreta Scott Lang, il secondo Ant-Man nell'omonimo film dei Marvel Studios, ruolo che ha ripreso anche nel film Captain America: Civil War nel 2016, nel sequel Ant-Man and the Wasp, nel 2018 e nel film Avengers: Endgame nel 2019. Nel 2020 è stato inoltre annunciato che Rudd ottiene il ruolo di Gary Grooberson nel film Ghostbusters: Legacy, diretto da Jason Reitman, uscito il 18 novembre 2021.
Nel 2023 Rudd torna nuovamente nel ruolo di Ant-Man nel film Ant-Man and the Wasp: Quantumania, durante la promozione del quale rivela che in passato gli veniva spesso attribuita una certa somiglianza con Ben Affleck.
Nel 2024 riprende il ruolo di Gary Grooberson nel film Ghostbusters - Minaccia glaciale, diretto da Gil Kenan.

## Vita privata

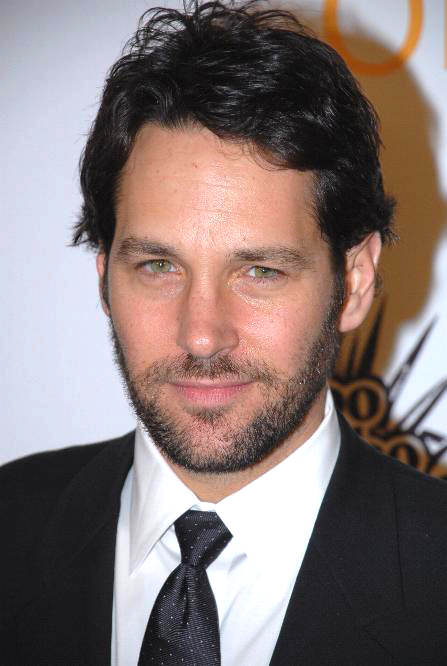
Paul Rudd ai Breakthrough Awards 2007

Nel 2003, dopo otto anni di fidanzamento, Rudd ha sposato la produttrice Julie Yaeger, da cui ha avuto due figli. La coppia vive a New York.

## Filmografia

### Attore

#### Cinema
- Jamie's Secret, regia di Peter Foldy (1992) - conosciuto anche con il titolo A Question of Ethics
- Picture Perfect, regia di Theo Burkhardt – cortometraggio (1992)
- Ragazze a Beverly Hills (Clueless), regia di Amy Heckerling (1995)
- Halloween 6 - La maledizione di Michael Myers (Halloween: The Curse of Michael Myers), regia di Joe Chappelle (1995)
- The Size of Watermelons, regia di Kari Skogland (1996)
- Romeo + Giulietta di William Shakespeare (Romeo + Juliet), regia di Baz Luhrmann (1996)
- The Last Night of Ballyhoo, regia di Ron Lagomarsino (1997)
- Le locuste (The Locusts), regia di John Patrick Kelley (1997)
- Overnight Delivery, regia di Jason Bloom (1998)
- L'oggetto del mio desiderio (The Object of My Affection), regia di Nicholas Hytner (1998)
- 200 Cigarettes, regia di Risa Bramon Garcia (1999)
- Le regole della casa del sidro (Cider House Rules), regia di Lasse Hallström (1999)
- Gen-Y Cops, regia di Benny Chan (2000)
- Wet Hot American Summer, regia di David Wain (2001)
- Il maggiordomo del castello (The Château), regia di Jesse Peretz (2001)
- Reaching Normal, regia di Anne Heche (2001)
- The Shape of Things, regia di Neil LaBute (2003)
- Two Days, regia di Sean McGinly (2003)
- House Hunting, regia di Amy Lippman – cortometraggio (2003)
- Anchorman - La leggenda di Ron Burgundy (Anchorman: The Legend of Ron Burgundy), regia di Adam McKay (2004)
- Anchorman: Afternoon Delight, regia di The Malloys, Adam McKay – cortometraggio (2004)
- P.S. Ti amo (P.S.), regia di Dylan Kidd (2004)
- Wake Up, Ron Burgundy: The Lost Movie, regia di Adam McKay (2004)
- Tennis, Anyone... ?, regia di Donal Logue (2005)
- The Baxter, regia di Michael Showalter (2005)
- 40 anni vergine (The 40 Year-Old Virgin), regia di Judd Apatow (2005)
- Prima o poi s...vengo! (The Oh in Ohio), regia di Billy Kent (2006)
- Diggers, regia di Katherine Dieckmann (2006)
- Fast Track, regia di Jesse Peretz (2006)
- Una notte al museo (Night at the Museum), regia di Shawn Levy (2006)
- The Ten, regia di David Wain (2007)
- Reno 911!: Miami, regia di Robert Ben Garant (2007)
- Molto incinta (Knocked Up), regia di Judd Apatow (2007)
- 2 Young 4 Me - Un fidanzato per mamma (I Could Never Be Your Woman), regia di Amy Heckerling (2007)
- Walk Hard - La storia di Dewey Cox (Walk Hard: The Dewey Cox Story), regia di Jake Kasdan (2007) - cameo non accreditato
- La sposa fantasma (Over Her Dead Body), regia di Jeff Lowell (2008)
- Non mi scaricare (Forgetting Sarah Marshall), regia di Nicholas Stoller (2008)
- Role Models, regia di David Wain (2008)
- I Love You, Man regia di John Hamburg (2009)
- Stalker, regia di John Sure – cortometraggio (2009)
- Being Green, regia di Emily Squires (2009)
- Anno uno (Year One), regia di Harold Ramis (2009) (Abele)
- A cena con un cretino (Dinner for Schmucks), regia di Jay Roach (2010)
- Come lo sai (How Do You Know), regia di James L. Brooks (2010)
- Quell'idiota di nostro fratello (Our Idiot Brother), regia di Jesse Peretz (2011)
- Moves: The Rise and Rise of the New Pornographers, regia di Tom Scharpling – cortometraggio (2011)
- Nudi e felici (Wanderlust), regia di David Wain (2012)
- Noi siamo infinito (The Perks of Being a Wallflower), regia di Stephen Chbosky (2012)
- Questi sono i 40 (This Is 40), regia di Judd Apatow (2012)
- Prince Avalanche, regia di David Gordon Green (2013)
- Admission - Matricole dentro o fuori (Admission), regia di Paul Weitz (2013)
- All Is Bright, regia di Phil Morrison (2013)
- Facciamola finita (This Is the End), regia di Evan Goldberg e Seth Rogen (2013)
- Anchorman 2 - Fotti la notizia (Anchorman 2: The Legend Continues), regia di Adam McKay (2013)
- They Came Together, regia di David Wain (2014)
- Ant-Man, regia di Peyton Reed (2015) – Scott Lang / Ant-Man
- Anyone Can Quantum, regia di Alex Winter – cortometraggio (2016)
- Altruisti si diventa (The Fundamentals of Caring), regia di Rob Burnett (2016)
- Captain America: Civil War, regia di Anthony e Joe Russo (2016) – Scott Lang / Ant-Man
- Quantum Is Calling, regia di Alex Winter – cortometraggio (2016)
- Fun Mom Dinner, regia di Alethea Jones (2017)
- Il ricevitore è la spia (The Catcher Was a Spy), regia di Ben Lewin (2018)
- A Modern Family (Ideal Home), regia di Andrew Fleming (2018)
- Mute, regia di Duncan Jones (2018)
- Ant-Man and the Wasp, regia di Peyton Reed (2018) – Scott Lang / Ant-Man
- Avengers: Endgame, regia di Anthony e Joe Russo (2019) – Scott Lang / Ant-Man
- Between Two Ferns - Il film (Between Two Ferns - The Movie), regia di Scott Aukerman (2019)
- Ghostbusters: Legacy (Ghostbusters: Afterlife), regia di Jason Reitman (2021)
- Cip & Ciop agenti speciali (Chip 'n Dale: Rescue Rangers), regia di Akiva Schaffer (2022) - cameo
- Ant-Man and the Wasp: Quantumania, regia di Peyton Reed (2023) – Scott Lang / Ant-Man
- Ghostbusters - Minaccia glaciale (Ghostbusters: Frozen Empire), regia di Gil Kenan (2024)
- Death of a Unicorn, regia di Alex Scharfman (2025)
- Friendship, regia di Andrew DeYoung (2025)

#### Televisione
- Sisters – serie TV, 20 episodi (1992-1995)
- The Fire Next Time – miniserie TV (1993)
- Col terrore negli occhi (Moment of Truth: Stalking Back), regia di Corey Allen – film TV (1993)
- Runaway Daughters, regia di Joe Dante – film TV (1994)
- Wild Oats – serie TV, 6 episodi (1994)
- Ragazze a Beverly Hills (Clueless) – serie TV, episodio 1x09 (1997)
- The Great Gatsby, regia di Robert Markowitz – film TV (2000)
- Strangers with Candy – serie TV, episodio 3x10 (2000)
- Deadline – serie TV, episodio 1x02 (2000)
- Bash: Latter-Day Plays, regia di Neil LaBute – film TV (2001)
- On the Edge, regia di Anne Heche, Mary Stuart Masterson, Helen Mirren e Jana Sue Memel – film TV (2001)
- Friends – serie TV, 18 episodi (2002-2004)
- Stella – serie TV, episodio 1x03 (2005)
- Reno 911! – serie TV, 5 episodi (2006-2007)
- Veronica Mars – serie TV, episodio 3x17 (2007)
- The Naked Trucker and T-Bones Show – serie TV, episodio 1x04 (2007)
- CSI: Miami – serie TV, episodio 6x17 (2008)
- Little Britain USA – serie TV, episodio 1x03 (2008)
- Wainy Days – serie TV, episodio 2x06 (2008)
- Burning Love – serie TV, 3 episodi (2013)
- Parks and Recreation – serie TV, 5 episodi (2012-2015)
- Moone Boy – serie TV, episodio 3x06 (2015)
- Wet Hot American Summer: First Day of Camp – miniserie TV (2015)
- Wet Hot American Summer: Ten Years Later – serie TV (2017)
- Between Two Ferns - Il film (Between Two Ferns: The Movie), regia di Scott Aukerman – film TV (2019)
- Living with Yourself – serie TV, 8 episodi (2019)
- At Home with Amy Sedaris – serie TV, episodio 3x10 (2020)
- The Shrink Next Door, regia di Michael Showalter e Jesse Peretz – miniserie TV (2021)
- Only Murders in the Building – serie TV, 12 episodi (2022-2024)

### Sceneggiatore
- Role Models, regia di David Wain (2008)
- Party Down – serie TV, venti episodi (2009-2010)
- Ant-Man, regia di Peyton Reed (2015)
- Ant-Man and the Wasp, regia di Peyton Reed (2018)

### Produttore

#### Cinema
- The Ten, regia di David Wain (2007)
- Nudi e felici (Wanderlust), regia di David Wain (2012)
- Il ricevitore è la spia (The Catcher Was a Spy), regia di Ben Lewin (2018)
- Death of a Unicorn, regia di Alex Scharfman (2025)

#### Televisione
- Party Down – serie TV, 20 episodi (2009-2010)

### Doppiatore
- Robot Chicken – serie TV, un episodio (2006)
- Mostri contro alieni (Monsters vs Aliens), regia di Rob Letterman e Conrad Vernon (2009)
- I Simpson – serie TV, due episodi (2011-2020)
- Il piccolo principe (Le Petit Prince), regia di Mark Osborne (2015)
- Sausage Party - Vita segreta di una salsiccia (Sausage Party), regia di Greg Tiernan e Conrad Vernon (2016)
- Nerdland, regia di Chris Prynoski (2016)
- What If...? – serie TV, episodio 1x05 (2021)
- Tartarughe Ninja - Caos mutante (Teenage Mutant Ninja Turtles: Mutant Mayhem), regia di Jeff Rowe (2023)

## Teatro (parziale)
- The Last Night of Ballyhoo di Alfred Uhry, regia di Ron Lagomarsino. Helen Hayes Theater di Broadway (1997)
- La dodicesima notte di William Shakespeare, regia di Nicholas Hytner. Vivian Beaumont Theatre di Broadway (1998)
- Lungo viaggio verso la notte di Eugene O'Neill, regia di Robin Phillips. Lyric Theatre di Londra (2000)
- The Shape of Things, scritto e diretto da Neil LaBute. Almeida Theatre di Londra (2001)
- The Play What I Wrote di Hamish McColl, Sean Foley ed Eddie Braben, regia di Kenneth Branagh. Lyceum Theatre di Broadway (2003)
- Tre giorni di pioggia di Richard Greenberg, regia di Joe Mantello, con Julia Roberts. Bernard B. Jacobs Theatre di Broadway (2006)
- Grace di Craig Wright, regia di Dexter Bullard. Cort Theatre di Broadway (2012)

## Riconoscimenti
- 2015 – Teen Choice Awards[16]
  - Candidatura come miglior attore dell'estate per Ant-Man

## Doppiatori italiani
Nelle versioni in italiano delle opere in cui ha recitato, Paul Rudd è stato doppiato da:
- Riccardo Niseem Onorato in Ant-Man, Captain America: Civil War, Ant-Man and the Wasp, Avengers: Endgame, Between Two Ferns - Il film, Ghostbusters: Legacy, Cip & Ciop agenti speciali, Ant-Man and the Wasp: Quantumania, Only Murders in the Building (st. 3), Ghostbusters - Minaccia glaciale
- Alessandro Quarta in 40 anni vergine, Molto incinta, Non mi scaricare, A cena con un cretino, Quell'idiota di nostro fratello, Living with Yourself, The Shrink Next Door, Death of a Unicorn
- Riccardo Rossi in Sisters, Walk Hard - La storia di Dewey Cox, La sposa fantasma, Questi sono i 40, Admission - Matricole dentro o fuori, Il ricevitore è la spia, A Modern Family
- Francesco Prando in Ragazze a Beverly Hills, Anchorman - La leggenda di Ron Burgundy, 2 Young 4 Me - Un fidanzato per mamma, Anchorman 2 - Fotti la notizia
- Andrea Mete in Wet Hot American Summer, Wet Hot American Summer: First Day of Camp, Wet Hot American Summer: Ten Years Later
- Simone D'Andrea in The Ten, Role Models, Noi siamo infinito
- Vittorio Guerrieri in Il maggiordomo del castello, Nudi e felici, They Came Together
- Roberto Gammino in Friends, Come lo sai
- Giorgio Borghetti in L'oggetto del mio desiderio, The Shape of Things
- Marco Vivio in 200 Cigarettes, Altruisti si diventa
- Gianfranco Miranda in Anno uno, Only Murders in the Building (st. 4)
- Andrea Ward in Halloween 6 - La maledizione di Michael Myers
- Fabio Boccanera in Romeo + Giulietta di William Shakespeare
- Vittorio De Angelis in Le regole della casa del sidro
- Christian Iansante in Veronica Mars
- Tony Sansone in Prima o poi s...vengo!
- Enrico Di Troia in Una notte al museo
- Gabriele Lopez in Reno 911: Miami
- Massimiliano Manfredi in I Love You, Man
- Stefano Benassi in Mute
- Roberto Certomà in Only Murders in the Building (ep. 2x10)

Da doppiatore è sostituito da:
- Alessandro Quarta ne I Simpson (ep. 22x17), Tartarughe Ninja - Caos mutante
- Paolo Vivio ne I Simpson (ep. 32x07)
- Francesco Prando in Mostri contro alieni
- Angelo Pintus ne Il piccolo principe
- Roberto Gammino in Sausage Party - Vita segreta di una salsiccia
- Riccardo Niseem Onorato in What If...?